# Waigeucola palpalis
Waigeucola palpalis – gatunek kosarza z podrzędu Laniatores i rodziny Samoidae. Jedyny znany przedstawiciel monotypowego rodzaju Waigeucola.

## Występowanie
Gatunek jest endemiczny dla Indonezji.